# Japalura major
Japalura major — вид ігуаноподібних ящірок родини агамових (Agamidae). Мешкає в Індії і Непалі.

## Поширення і екологія
Japalura major мешкають в Західних Гімалаях на території індійського штату Хімачал-Прадеш та на заході Непалу. Вони живуть в гірських рододендронових і мішаних лісах. Зустрічаються на висоті від 900 до 2600 м над рівнем моря.